# スタディオ・レナト・クーリ
スタディオ・レナト・クーリ（伊: Stadio Renato Curi）は、イタリア・ウンブリア州ペルージャにあるサッカースタジアム。ペルージャ・カルチョがホームスタジアムとしている。収容人数は28,000。

## 概要
開業当初はスタディオ・ピアン・ディ・マッシアーノ（伊: Stadio Comunale di Pian di Massiano）と呼ばれていたが、1977年10月、ユヴェントスとの試合中にチームの中心選手レナト・クーリが心臓発作により亡くなり、後に同選手の名前を冠した現在のスタジアム名に改称した。
1998年から2000年まで、ペルージャに所属した中田英寿がプレーしていたことでも知られる。

## 主なイベント

### サッカーの国際試合
過去4回、サッカーイタリア代表の試合が行われた。
| 日付           |          | 結果 |                  | 試合                        | 入場者数 |
| -------------- | -------- | ---- | ---------------- | --------------------------- | -------- |
| 1983年12月21日 | イタリア | 3–1  | キプロス         | UEFA欧州選手権1984予選      | 25,000人 |
| 1988年12月22日 | イタリア | 2–0  | スコットランド   | 親善試合                    | 25,600人 |
| 1996年10月09日 | イタリア | 2–0  | ジョージア       | 1998 FIFAワールドカップ予選 | 16,000人 |
| 2001年04月25日 | イタリア | 1–0  | 南アフリカ共和国 | 親善試合                    | 15,369人 |